# Craig MacLean
Craig MacLean (MBE) (Grantown-on-Spey, Consell de Highland, 31 de juliol de 1971) va ser un ciclista escocès especialista en pista, concretament en la Velocitat. Guanyador de d'una medalla de plata als Jocs Olímpics de Sydney, també ha guanyat diferents medalles als Campionats del món en pista.

## Palmarès
- 1998
  -  Campió de la Gran Bretanya en Velocitat
  -  Campió de la Gran Bretanya en Quilòmetre
- 1999
  - Campió d'Europa sub-23 en Velocitat per equips (amb Chris Hoy i Jason Queally)
  -  Campió de la Gran Bretanya en Velocitat
  -  Campió de la Gran Bretanya en Quilòmetre
  -  Campió de la Gran Bretanya en Velocitat per equips
- 2000
  -  Medalla de plata als Jocs Olímpics de Sydney en Velocitat per equips (amb Chris Hoy i Jason Queally)
  -  Campió de la Gran Bretanya en Velocitat
  -  Campió de la Gran Bretanya en Velocitat per equips
  -  Campió de la Gran Bretanya en Keirin
- 2001
  -  Campió de la Gran Bretanya en Velocitat
  -  Campió de la Gran Bretanya en Quilòmetre
- 2002
  -  Campió del món de velocitat per equips (amb Chris Hoy i Jamie Staff)
  -  Campió de la Gran Bretanya en Velocitat per equips
- 2003
  -  Campió de la Gran Bretanya en Quilòmetre
  -  Campió de la Gran Bretanya en Velocitat per equips
- 2005
  -  Campió de la Gran Bretanya en Velocitat
- 2006
  - Medalla d'or als Jocs de la Commonwealth en velocitat per equips (amb Chris Hoy i Ross Edgar)
  -  Campió de la Gran Bretanya en Velocitat

### Resultats a laCopa del Món
- 1999
  - 1r a Ciutat de Mèxic i Fiorenzuola d'Arda, en Velocitat per equips
- 2004
  - 1r a Manchester, en Quilòmetre
  - 1r a Sydney, en Velocitat
  - 1r a Manchester i Sydney, en Velocitat per equips
- 2004-2005
  - 1r a Manchester, en Velocitat per equips
- 2005-2006
  - 1r a Manchester, en Velocitat per equips
- 2006-2007
  - 1r a la Classificació general i a la prova de Sydney, en Velocitat
  - 1r a Sydney, Moscou i Manchester, en Velocitat per equips